# Le Thuit-Simer

Le Thuit-Simer este o comună în departamentul Eure, Franța. În 1 ianuarie 2018 avea o populație de 486 de locuitori.